# نان و گل سرخ
نان و گل سرخ کتابی از کاترین پاترسون با ترجمهٔ حسین ابراهیمی الوند است که در سال ۱۳۸۶ منتشر و در مراسم کتاب سال جمهوری اسلامی ایران به‌عنوان کتاب برگزیده معرفی شد.